# The Invisible Man
The Invisible Man är en låt från skivan The Miracle av den brittiska rockgruppen Queen. Texten till sången släpptes på singelskiva 1989. Låten är väldigt inspirerad av Ghostbusters titelmelodi. Det finns även en musikvideo till låten där medlemmarna i bandet dansar omkring inne i en pojkes sovrum, kombinerade med en del avancerade specialeffekter för sin tid. Man kan även höra att Roger presenterar Freddie i låten-0:18. Freddie presenterar senare resten av bandmedlemmarna, 0:54-John Deacon  2:12-Brian May   3:12-Roger Taylor.
Bland annat har jazzrapparen Scatman John gjort en coverversion av låten som finns med på hans album Everybody Jam!.

## Medverkande
- Freddie Mercury - sång
- Brian May - gitarr
- John Deacon - bas, gitarr
- Roger Taylor - sång, trummor, keyboard
- David Richards - keyboard